# Coppa delle Nazioni di ciclismo su pista 2023
La Coppa delle Nazioni di ciclismo su pista 2023 (chiamata anche 2023 Tissot UCI Track Nations Cup per motivi di sponsorizzazione) iniziò il 24 febbraio e terminò il 23 aprile 2023. La competizione era organizzata dalla UCI.

## Calendario
| Città    | Impianto                        | Data           |
| -------- | ------------------------------- | -------------- |
| Giacarta | Jakarta International Velodrome | 24-26 febbraio |
| Il Cairo | Cairo International Velodrome   | 15-17 marzo    |
| Milton   | Mattamy National Cycling Centre | 21-23 aprile   |

## Risultati

### Uomini

#### Giacarta
| Data        | Gara                   | Oro                          | Argento                            | Bronzo                        |
| 24 febbraio | Inseguimento a squadre | Danimarca                    | Nuova Zelanda                      | Gran Bretagna                 |
| 24 febbraio | Velocità a squadre     | Australia                    | Paesi Bassi                        | Francia                       |
| 24 febbraio | Corsa a eliminazione   | Eiya Hashimoto (BGT)         | Jules Hesters                      | Yoeri Havik                   |
| 25 febbraio | Keirin                 | Harrie Lavreysen             | Azizulhasni Awang                  | Michail Jakovlev              |
| 25 febbraio | Omnium                 | Tobias Hansen                | Campbell Stewart                   | Sebastián Mora                |
| 26 febbraio | Americana              | Roger Kluge / Theo Reinhardt | Jan-Willem van Schip / Yoeri Havik | Aaron Gate / Campbell Stewart |
| 26 febbraio | Velocità               | Harrie Lavreysen             | Kaiya Ota                          | Michail Jakovlev              |

#### Il Cairo
| Data     | Gara                   | Oro                          | Argento                                 | Bronzo                         |
| 15 marzo | Inseguimento a squadre | Danimarca                    | Francia                                 | Germania                       |
| 15 marzo | Velocità a squadre     | Paesi Bassi                  | Francia                                 | Giappone                       |
| 15 marzo | Corsa a eliminazione   | William Tidball              | Yoeri Havik (BCC)                       | Michele Scartezzini            |
| 16 marzo | Keirin                 | Shinji Nakano                | Muhammad Shah Firdaus Sahrom            | Kaiya Ota                      |
| 16 marzo | Omnium                 | Thomas Boudat                | Elia Viviani                            | Roger Kluge                    |
| 17 marzo | Americana              | Roger Kluge / Theo Reinhardt | Jan-Willem van Schip / Vincent Hoppezak | George Jackson / Thomas Sexton |
| 17 marzo | Velocità               | Harrie Lavreysen             | Michail Jakovlev                        | Kaiya Ota                      |

#### Milton
| Data      | Gara                   | Oro                        | Argento                              | Bronzo                          |
| 21 aprile | Inseguimento a squadre | Gran Bretagna              | Italia                               | Francia                         |
| 21 aprile | Velocità a squadre     | Australia                  | Cina                                 | Gran Bretagna                   |
| 21 aprile | Corsa a eliminazione   | Matthijs Büchli (BCC)      | Blake Agnoletto                      | Erik Martorell                  |
| 22 aprile | Keirin                 | Matthew Richardson         | Maximilian Dörnbach                  | Nicholas Paul                   |
| 22 aprile | Omnium                 | Donavan Grondin            | Tim Torn Teutenberg                  | Jan-Willem van Schip            |
| 23 aprile | Americana              | Ivo Oliveira / Iúri Leitão | Yoeri Havik / Vincent Hoppezak (BCC) | Thomas Boudat / Benjamin Thomas |
| 23 aprile | Velocità               | Nicholas Paul              | Mateusz Rudyk                        | Matthew Richardson              |

### Donne

#### Giacarta
| Data        | Gara                   | Oro                            | Argento                          | Bronzo                           |
| 24 febbraio | Inseguimento a squadre | Nuova Zelanda                  | Francia                          | Gran Bretagna                    |
| 24 febbraio | Velocità a squadre     | Germania                       | Cina                             | Gran Bretagna                    |
| 24 febbraio | Corsa a eliminazione   | Ally Wollaston                 | Neah Evans                       | Marit Raaijmakers                |
| 25 febbraio | Americana              | Amalie Dideriksen / Julie Leth | Valentine Fortin / Marion Borras | Martina Fidanza / Silvia Zanardi |
| 25 febbraio | Velocità               | Mathilde Gros                  | Lea Friedrich                    | Emma Finucane                    |
| 26 febbraio | Keirin                 | Mina Sato                      | Mathilde Gros                    | Fuko Umekawa RKD                 |
| 26 febbraio | Omnium                 | Ally Wollaston                 | Clara Copponi                    | Neah Evans                       |

#### Il Cairo
| Data     | Gara                   | Oro                              | Argento                        | Bronzo                        |
| 15 marzo | Inseguimento a squadre | Francia                          | Nuova Zelanda                  | Germania                      |
| 15 marzo | Velocità a squadre     | Cina                             | Germania                       | Francia                       |
| 15 marzo | Corsa a eliminazione   | Jennifer Valente                 | Victoire Berteau               | Sophie Lewis                  |
| 16 marzo | Americana              | Clara Copponi / Valentine Fortin | Amalie Dideriksen / Julie Leth | Bryony Botha / Ally Wollaston |
| 16 marzo | Velocità               | Emma Finucane                    | Sophie Capewell                | Emma Hinze                    |
| 17 marzo | Keirin                 | Mina Sato (RKD)                  | Nicky Degrendele               | Alessa-Catriona Pröpster      |
| 17 marzo | Omnium                 | Ally Wollaston                   | Victoire Berteau               | Amalie Dideriksen             |

#### Milton
| Data      | Gara                   | Oro                           | Argento                      | Bronzo                          |
| 21 aprile | Inseguimento a squadre | Gran Bretagna                 | Germania                     | Canada A                        |
| 21 aprile | Velocità a squadre     | Messico                       | Canada                       | Polonia                         |
| 21 aprile | Corsa a eliminazione   | Anita Stenberg                | Jennifer Valente             | Maike van der Duin              |
| 22 aprile | Americana              | Shari Bossuyt / Lotte Kopecky | Katie Archibald / Neah Evans | Elisa Balsamo / Martina Fidanza |
| 22 aprile | Velocità               | Kelsey Mitchell               | Martha Bayona                | Luz Gaxiola                     |
| 23 aprile | Keirin                 | Alessa-Catriona Pröpster      | Martha Bayona                | Katy Marchant                   |
| 23 aprile | Omnium                 | Katie Archibald               | Elisa Balsamo                | Jennifer Valente                |

## Classifiche

### Coppa delle Nazioni
| Pos. | Squadra       | GIA   | CAI   | MIL   | Punti totali |
| ---- | ------------- | ----- | ----- | ----- | ------------ |
| 1    | Gran Bretagna | 9899  | 10844 | 11413 | 32156        |
| 2    | Germania      | 8821  | 10544 | 9533  | 28898        |
| 3    | Francia       | 11429 | 12441 | 3688  | 27558        |
| 4    | Paesi Bassi   | 9468  | 10256 | 4440  | 24164        |
| 5    | Giappone      | 9596  | 8572  | 3992  | 22160        |
| 6    | Nuova Zelanda | 10390 | 8898  | 1737  | 21025        |
| 7    | Italia        | 5789  | 6941  | 7039  | 19769        |
| 8    | Canada        | 5910  | 3440  | 10397 | 19747        |
| 9    | Australia     | 8840  |       | 8274  | 17114        |
| 10   | Cina          | 3122  | 5831  | 7569  | 16522        |

### Uomini

#### Velocità
| Pos. | Nome             | Squadra     | Risultati ottenuti | Risultati ottenuti | Risultati ottenuti | Punti totali |
| Pos. | Nome             | Squadra     | GIA                | CAI                | MIL                | Punti totali |
| ---- | ---------------- | ----------- | ------------------ | ------------------ | ------------------ | ------------ |
| 1    | Mateusz Rudyk    | Polonia     | 10                 | 4                  | 2                  | 1680         |
| 2    | Harrie Lavreysen | Paesi Bassi | 1                  | 1                  | -                  | 1600         |
| 3    | Michail Jakovlev | Israele     | 3                  | 2                  | -                  | 1360         |
| 4    | Kaiya Ota        | Giappone    | 2                  | 3                  | -                  | 1360         |
| 5    | Zhou Yu          | Cina        | 4                  | 17                 | 6                  | 1312         |

#### Keirin
| Pos. | Nome                         | Squadra   | Risultati ottenuti | Risultati ottenuti | Risultati ottenuti | Punti totali |
| Pos. | Nome                         | Squadra   | GIA                | CAI                | MIL                | Punti totali |
| ---- | ---------------------------- | --------- | ------------------ | ------------------ | ------------------ | ------------ |
| 1    | Kevin Quintero               | Colombia  | 8                  | 7                  | 8                  | 1360         |
| 2    | Matthew Richardson           | Australia | 7                  | -                  | 1                  | 1280         |
| 3    | Muhammad Shah Firdaus Sahrom | Malaysia  | 6                  | 2                  | -                  | 1240         |
| 4    | Shinji Nakano                | Giappone  | 9                  | 1                  | -                  | 1200         |
| 5    | Jair Tjon En Fa              | Suriname  | 31                 | 5                  | 6                  | 1080         |

#### Omnium
| Pos. | Nome             | Squadra           | Risultati ottenuti | Risultati ottenuti | Risultati ottenuti | Punti totali |
| Pos. | Nome             | Squadra           | GIA                | CAI                | MIL                | Punti totali |
| ---- | ---------------- | ----------------- | ------------------ | ------------------ | ------------------ | ------------ |
| 1    | Sebastián Mora   | Spagna            | 3                  | 5                  | 7                  | 1680         |
| 2    | Thomas Boudat    | Francia           | 6                  | 1                  | -                  | 1320         |
| 3    | Vincent Hoppezak | BEAT Cycling Team | 4                  |                    | 4                  | 1200         |
| 4    | Roger Kluge      | Germania          | 16                 | 3                  | -                  | 848          |
| 5    | Donavan Grondin  | Francia           | -                  | -                  | 1                  | 800          |

#### Corsa a eliminazione
| Pos. | Nome                | Squadra                  | Risultati ottenuti | Risultati ottenuti | Risultati ottenuti | Punti totali |
| Pos. | Nome                | Squadra                  | GIA                | CAI                | MIL                | Punti totali |
| ---- | ------------------- | ------------------------ | ------------------ | ------------------ | ------------------ | ------------ |
| 1    | Eiya Hashimoto      | Team Bridgestone Cycling | 1                  | 8                  | 6                  | 1760         |
| 2    | Yoeri Havik         | Paesi Bassi              | 3                  | 2                  | -                  | 1360         |
| 3    | Kazushige Kuboki    | Giappone                 | 4                  | 6                  | -                  | 1120         |
| 4    | Michele Scartezzini | Italia                   | 12                 | 3                  | 19                 | 1104         |
| 5    | Theo Reinhardt      | Germania                 | 7                  | 7                  | -                  | 960          |

#### Inseguimento a squadre
| Pos. | Squadra       | Risultati ottenuti | Risultati ottenuti | Risultati ottenuti | Punti totali |
| Pos. | Squadra       | GIA                | CAI                | MIL                | Punti totali |
| ---- | ------------- | ------------------ | ------------------ | ------------------ | ------------ |
| 1    | Gran Bretagna | 3                  | 5                  | 1                  | 4000         |
| 2    | Francia       | 5                  | 2                  | 3                  | 3840         |
| 3    | Danimarca     | 1                  | 1                  | -                  | 3200         |
| 4    | Italia        | 8                  | 8                  | 2                  | 3040         |
| 5    | Canada        | 6                  | 6                  | 5                  | 3040         |

#### Velocità a squadre
| Pos. | Squadra       | Risultati ottenuti | Risultati ottenuti | Risultati ottenuti | Punti totali |
| Pos. | Squadra       | GIA                | CAI                | MIL                | Punti totali |
| ---- | ------------- | ------------------ | ------------------ | ------------------ | ------------ |
| 1    | Cina          | 7                  | 4                  | 2                  | 2700         |
| 2    | Gran Bretagna | 5                  | 5                  | 3                  | 2640         |
| 3    | Australia     | 1                  | -                  | 1                  | 2400         |
| 4    | Paesi Bassi   | 2                  | 1                  | -                  | 2280         |
| 5    | Germania      | 6                  | 7                  | 6                  | 2280         |

#### Americana
| Pos. | Squadra     | Risultati ottenuti | Risultati ottenuti | Risultati ottenuti | Punti totali |
| Pos. | Squadra     | GIA                | CAI                | MIL                | Punti totali |
| ---- | ----------- | ------------------ | ------------------ | ------------------ | ------------ |
| 1    | Germania    | 1                  | 1                  | 11                 | 3856         |
| 2    | Paesi Bassi | 2                  | 2                  | 7                  | 3840         |
| 3    | Portogallo  | 6                  | 7                  | 1                  | 3600         |
| 4    | Belgio      | 7                  | 4                  | 8                  | 3040         |
| 5    | Giappone    | 8                  | 9                  | 5                  | 2720         |

### Donne

#### Velocità
| Pos. | Nome             | Squadra       | Risultati ottenuti | Risultati ottenuti | Risultati ottenuti | Punti totali |
| Pos. | Nome             | Squadra       | GIA                | CAI                | MIL                | Punti totali |
| ---- | ---------------- | ------------- | ------------------ | ------------------ | ------------------ | ------------ |
| 1    | Martha Bayona    | Colombia      | 9                  | 10                 | 2                  | 1480         |
| 2    | Emma Finucane    | Gran Bretagna | 3                  | 1                  | -                  | 1440         |
| 3    | Sophie Capewell  | Gran Bretagna | 4                  | 2                  | -                  | 1320         |
| 4    | Miriam Vece      | Italia        | 14                 | 4                  | 10                 | 1216         |
| 5    | Nicky Degrendele | Belgio        | 13                 | 13                 | 4                  | 1160         |

#### Keirin
| Pos. | Nome                     | Squadra               | Risultati ottenuti | Risultati ottenuti | Risultati ottenuti | Punti totali |
| Pos. | Nome                     | Squadra               | GIA                | CAI                | MIL                | Punti totali |
| ---- | ------------------------ | --------------------- | ------------------ | ------------------ | ------------------ | ------------ |
| 1    | Mina Sato                | Giappone              | 1                  | 1                  | -                  | 1600         |
| 2    | Alessa-Catriona Pröpster | Germania              | 25                 | 3                  | 1                  | 1441         |
| 3    | Martha Bayona            | Colombia              | 8                  | 17                 | 2                  | 1368         |
| 4    | Fuko Umekawa             | Team Rakuten K Dreams | 3                  | 5                  | -                  | 1200         |
| 5    | Ellesse Andrews          | Nuova Zelanda         | 4                  | 7                  | -                  | 1080         |

#### Omnium
| Pos. | Nome               | Squadra       | Risultati ottenuti | Risultati ottenuti | Risultati ottenuti | Punti totali |
| Pos. | Nome               | Squadra       | GIA                | CAI                | MIL                | Punti totali |
| ---- | ------------------ | ------------- | ------------------ | ------------------ | ------------------ | ------------ |
| 1    | Ally Wollaston     | Nuova Zelanda | 1                  | 1                  | -                  | 1600         |
| 2    | Anita Stenberg     | Norvegia      | 6                  | 6                  | 9                  | 1440         |
| 3    | Jennifer Valente   | Stati Uniti   | -                  | 4                  | 3                  | 1240         |
| 4    | Amalie Dideriksen  | Danimarca     | 4                  | 3                  | -                  | 1240         |
| 5    | Maike van der Duin | Paesi Bassi   | -                  | 5                  | 5                  | 1120         |

#### Corsa a eliminazione
| Pos. | Nome              | Squadra     | Risultati ottenuti | Risultati ottenuti | Risultati ottenuti | Punti totali |
| Pos. | Nome              | Squadra     | GIA                | CAI                | MIL                | Punti totali |
| ---- | ----------------- | ----------- | ------------------ | ------------------ | ------------------ | ------------ |
| 1    | Anita Stenberg    | Norvegia    | 21                 | 4                  | 1                  | 1528         |
| 2    | Jennifer Valente  | Stati Uniti | -                  | 1                  | 2                  | 1520         |
| 3    | Victoire Berteau  | Francia     | 5                  | 2                  | -                  | 1280         |
| 4    | Marit Raaijmakers | Paesi Bassi | 3                  | 5                  | -                  | 1200         |
| 5    | Alžbeta Bačíková  | Slovacchia  | 6                  | 8                  | 17                 | 1152         |

#### Inseguimento a squadre
| Pos. | Squadra       | Risultati ottenuti | Risultati ottenuti | Risultati ottenuti | Punti totali |
| Pos. | Squadra       | GIA                | CAI                | MIL                | Punti totali |
| ---- | ------------- | ------------------ | ------------------ | ------------------ | ------------ |
| 1    | Gran Bretagna | 3                  | 8                  | 1                  | 3760         |
| 2    | Germania      | 9                  | 3                  | 2                  | 3440         |
| 3    | Canada        | 7                  | 6                  | 3                  | 3280         |
| 4    | Irlanda       | 5                  | 4                  | 7                  | 3280         |
| 5    | Italia        | 8                  | 5                  | 5                  | 3120         |

#### Velocità a squadre
| Pos. | Squadra       | Risultati ottenuti | Risultati ottenuti | Risultati ottenuti | Punti totali |
| Pos. | Squadra       | GIA                | CAI                | MIL                | Punti totali |
| ---- | ------------- | ------------------ | ------------------ | ------------------ | ------------ |
| 1    | Cina          | 2                  | 1                  | 5                  | 3120         |
| 2    | Gran Bretagna | 3                  | 4                  | 4                  | 2760         |
| 3    | Messico       | 7                  | 6                  | 1                  | 2700         |
| 4    | Polonia       | 5                  | 7                  | 3                  | 2520         |
| 5    | Germania      | 1                  | 2                  | -                  | 2280         |

#### Americana
| Pos. | Squadra       | Risultati ottenuti | Risultati ottenuti | Risultati ottenuti | Punti totali |
| Pos. | Squadra       | GIA                | CAI                | MIL                | Punti totali |
| ---- | ------------- | ------------------ | ------------------ | ------------------ | ------------ |
| 1    | Gran Bretagna | 5                  | 4                  | 2                  | 3760         |
| 2    | Italia        | 3                  | 10                 | 3                  | 3280         |
| 3    | Francia       | 2                  | 1                  | -                  | 3040         |
| 4    | Danimarca     | 1                  | 2                  | -                  | 3040         |
| 5    | Svizzera      | 7                  | 8                  | 10                 | 2560         |

## Medagliere
| Pos.   | Squadra                  | Oro | Argento | Bronzo | Totale |
| ------ | ------------------------ | --- | ------- | ------ | ------ |
| 1      | Francia                  | 5   | 8       | 4      | 17     |
| 2      | Gran Bretagna            | 5   | 3       | 8      | 16     |
| 3      | Germania                 | 4   | 5       | 5      | 14     |
| 4      | Paesi Bassi              | 4   | 3       | 4      | 11     |
| 5      | Nuova Zelanda            | 4   | 3       | 3      | 10     |
| 6      | Danimarca                | 4   | 1       | 1      | 6      |
| 7      | Australia                | 3   | 1       | 1      | 5      |
| 8      | Giappone                 | 2   | 1       | 3      | 6      |
| 9      | BEAT Cycling Club        | 1   | 2       | 0      | 3      |
| 9      | Belgio                   | 1   | 2       | 0      | 3      |
| 9      | Cina                     | 1   | 2       | 0      | 3      |
| 12     | Canada                   | 1   | 1       | 1      | 3      |
| 12     | Stati Uniti              | 1   | 1       | 1      | 3      |
| 14     | Messico                  | 1   | 0       | 1      | 2      |
| 14     | Team Rakuten K Dreams    | 1   | 0       | 1      | 2      |
| 14     | Trinidad e Tobago        | 1   | 0       | 1      | 2      |
| 17     | Norvegia                 | 1   | 0       | 0      | 1      |
| 17     | Portogallo               | 1   | 0       | 0      | 1      |
| 17     | Team Bridgestone Cycling | 1   | 0       | 0      | 1      |
| 20     | Italia                   | 0   | 3       | 3      | 6      |
| 21     | Colombia                 | 0   | 2       | 0      | 2      |
| 21     | Malaysia                 | 0   | 2       | 0      | 2      |
| 23     | Israele                  | 0   | 1       | 2      | 3      |
| 24     | Polonia                  | 0   | 1       | 1      | 2      |
| 25     | Spagna                   | 0   | 0       | 2      | 2      |
| Totale | Totale                   | 42  | 42      | 42     | 126    |